# オーディオケーブル
オーディオケーブルはオーディオ再生デバイスと音響機器などの音声の伝送に使われるケーブルのことである。オーディオケーブルにはデジタル信号を伝送するものとアナログ信号を伝送するものがある。
なおケーブルレスで音声を伝送するBluetoothのような規格も登場している。

## デジタルケーブル
デジタルオーディオで使われるケーブルはデジタルオーディオ信号を伝送する。デジタルオーディオ用のケーブルでは導電体同士を繋ぐアナログケーブルの延長だけでなく、電気的絶縁が可能な光ケーブルも長らく使われている（S/PDIF等で使われるTOSLINK、MADIで使われるMADIケーブルなど）。しかしながら光ケーブルは同軸ケーブルよりもジッターが多くなり音質に悪影響が出るとも言われている。
また映像向けのHDMIケーブルおよびその規格をオーディオ出力向けに転用したHDMI ARC/eARC技術も登場しており、これらに対応した民生向けテレビやアクティブスピーカー（アンプ搭載スピーカー）等のオーディオ機器が一般化してきている。。
その他、HDMIやDisplayPortなどの通常の映像伝送インターフェースでも映像に付随してオーディオのデジタル伝送が可能となっており、テレビやPCディスプレイ（PCモニター）内蔵のスピーカーへの接続に使われているほか、映像に付随するオーディオ信号を取り出すための音声分離器 (Audio Extractor) も多数登場している。HDMIの映像に付随するオーディオ部分ではBCH符号による誤り訂正が行われている。
汎用伝送規格のユニバーサル・シリアル・バス (USB)にもデジタルオーディオ向けのUSB Audio Classが存在している。また汎用伝送規格のIEEE 1394 (FireWire) もデジタルオーディオの伝送に使われていたが、こちらは標準化されたプロトコルのIEC 61883-6だけでなく様々なベンダー固有プロトコル（BeBoBなど）が使われていた。

### デジタルオーディオ伝送規格の比較
| 規格                     | ケーブル                                          | バンド幅          | チャンネルレイアウト       | 主な対応コーデック                                | その他 |
| 音声のみ                 | 音声のみ                                          | 音声のみ          | 音声のみ                   | 音声のみ                                          | 音声のみ |
| ------------------------ | ------------------------------------------------- | ----------------- | -------------------------- | ------------------------------------------------- | --- |
| S/PDIF                   | 光ファイバ (TOSLINK) 同軸（RCA端子またはBNC端子） | 1.5 Mbps          | 非圧縮: 2ch 圧縮: 5.1ch    | LPCM、IEC 61937                                   | |
| AES/EBU AES3             | ツイストペア（XLR3端子） 同軸（BNC端子）          | 3 Mbps            | ?                          | LPCM、IEC 61937                                   | S/PDIFより長距離の伝送も可能。 |
| ADAT Lightpipe           | 光ファイバ（TOSLINK互換）                         | 12.28 Mbps        | −8ch                       | LPCM                                              | |
| Digital AES59            | D-subケーブル                                     | 24 Mbps（双方向） | 片側AES3 4ch               | AESと同等                                         | 双方向 |
| HDMI ARC (HDMI 1.4以降)  | HEAC対応HDMIケーブル                              | 1 Mbps            | 非圧縮: −2ch 圧縮: −5.1ch  | LPCM、IEC 61937                                   | 逆方向。S/PDIFの代替。シングルモードとコモンモードが存在する。 |
| HDMI eARC (HDMI 2.1以降) | HEAC対応HDMIケーブル                              | 37 Mbps           | 非圧縮: −7.1ch 圧縮: −32ch | LPCM、IEC 61937、IEC 61937 HBR                    | 逆方向。HDMI ARCの後継。HDMIケーブルのHEAC+/-ラインを使用。 |
| MADI (AES10)             | 同軸（BNC端子） 光ファイバ（SCコネクタ）          | 100 Mbps          | −64ch                      | LCPM                                              | |
| USB Audio Class (UAC)    | USBケーブル                                       | USBと同等         | フレキシブル               | PCM、PCM8、IEEE_FLOAT、ALAW、μLAW、DSD、IEC 61937 | UACはUSBによる遅延が発生する。UAC 2.0対応はWindowsではWindows 10 Creators Update以降。UAC 3.0でノイズキャンセリングに対応。 |
| 映像に付随               |                                                   |                   |                            |                                                   | |
| HDMI 1.x                 | HDMIケーブル Type-Cケーブル                       | 36.86 Mbps        | −8ch                       | LPCM、DST（1.2以降）、IEC 61937 HBR（1.3以降）    | 順方向。オーディオデータは映像データの伝送で使われる複数TMDSチャンネルの水平・垂直ブランキング区間に重畳されるため、ピクセルクロック周波数と映像形式によって使えるオーディオ帯域も異なっている。オーディオ部分はBCH符号による誤り訂正あり。 |
| HDMI 2.x                 | HDMIケーブル                                      | 147.46 Mbps       | −32ch                      | LPCM、IEC 61937、DST、IEC 61937 HBR               | 順方向。オーディオデータは映像データの伝送で使われる複数TMDSチャンネルの水平・垂直ブランキング区間に重畳されるため、ピクセルクロック周波数と映像形式によって使えるオーディオ帯域も異なっている。オーディオ部分はBCH符号による誤り訂正あり。 |
| DisplayPort 1.3以前      | DisplayPortケーブル Type-Cケーブル                | 36.86 Mbps        | −8ch                       | LPCM、IEC 61937、、IEC 61937 HBR（1.2以降）       | 順方向。デイジーチェーン対応。こちらもオーディオはHDMIと同じく映像データ伝送の水平・垂直ブランキング区間に重畳される。 |
| DisplayPort 1.4          | DisplayPortケーブル Type-Cケーブル                | ?                 | −32ch                      | LPCM、IEC 61937、IEC 61937 HBR                    | 順方向。デイジーチェーン対応。こちらもオーディオはHDMIと同じく映像データ伝送の水平・垂直ブランキング区間に重畳される。 |

## アナログケーブル
アナログオーディオケーブルはアナログオーディオ信号を伝送する。デジタルオーディオとの変換はアナログ-デジタル変換回路 (ADC)及びデジタル-アナログ変換回路 (DAC) を通して行われる。
アナログケーブルの端子にはRCA端子、フォーンプラグ（その一種がミニジャック）、XLRタイプコネクターなどのAV端子やオーディオ端子が使われている。ポータブルオーディオに使われる端子はリケーブル#リケーブルの規格を参照。

### 構造
アナログケーブルでは導体に流れるアナログ信号のうち高い周波数成分ほど外周側に偏って流れる表皮効果が起き、流れるために使えうる導体部分が少なくなるため、高い周波数成分は低い周波数成分に比べて電気抵抗が強くなって減衰する。そのため、アナログケーブルではこの問題をどうにかするために対策が行われている。
例えば信号線毎に単体の導体（「単線」）を使ったケーブルでは、導体が太いほど電気抵抗が小さくなるものの、導体が太いほど前述の表皮効果による周波数間での抵抗の違いは大きくなる。単線ケーブルではこの問題を軽減するためか表皮近くだけより伝導率の高い導体をコーティングしたケーブルも存在する。また単線ケーブルでは導体同士の近接効果によって高い周波数成分ほど近隣導体の磁場から離れた側を流れるようになり、それによって発生する損失も大きいとされる。
単線以外では、信号線毎に複数の導体を用いて高い周波数を流しやすくした「撚り線」が存在する。撚り線ではそのままだと導体全体に表皮効果が発生するため、それぞれの導体をエナメルで被覆して表皮効果を抑制した「リッツ線」が良く使われている。リッツ線では表皮効果だけでなく近接効果も抑制される一方、新たに循環電流が問題となる。そのためリッツ線では導体の各ストランドを適切に転置して長さと直流抵抗を揃えることで循環電流を抑制することが行われている。
また複数の太さの導体を組み合わせて撚ったものも存在する（ヴァリストランド・カッパー、3E撚りなど）。
その他、ケーブルではインダクタンスによって誘導リアクタンスが生じ、高周波に減衰と共に位相シフトが発生する。特に導体の間隔の広いケーブルは相互インダクタンスが大きくなり位相シフトも大きくなるとされる。なお前述の表皮効果でも高周波領域の減衰が起きるものの、表皮効果の方は逆に位相シフトを減少させるとされる。
なおオーディオの出力部分に限ればスピーカーやケーブルの周波数毎に異なる減衰や位相シフトはソフトウェア的に補正可能であるが、スピーカーの制御部分ではボイスコイルで振動板を動かしたあとに起こる自由振動の逆起電力をアンプ側でフィードバックすることで自由振動の抑制が行われているため、スピーカーとアンプを繋ぐケーブルの減衰を少なくすることはスピーカーの制動力（ダンピングファクター）を高めるため特に低周波成分において重要となる。
その他、ハムノイズや混入ノイズ対策では金属シールドを設けて同軸ケーブルのようにシールドケーブルにしたものが存在する。またケーブルにはノイズに弱いアンバランスケーブルとノイズに強いバランスケーブルが存在するが、それぞれプラグも異なっており後者は対応機器が必須となる。
またケーブルでは音質だけでなく取り回しの良さなどの使いやすさや、壊れにくさも重要となる。無線でリケーブルできる首掛け・耳掛けデバイスも登場している。

### 素材

#### 導体
| 導体素材   | 電気抵抗率 [Ω･m] |
| ---------- | ---------------- |
| グラフェン | ?                |
| 銀 (Ag)    | 1.59 ×10−8       |
| 銅 (Cu)    | 1.69 ×10−8       |

アナログケーブルの導体の素材では電気抵抗の低いグラフェンや銀、銅などが使われている。
またアナログケーブルに使われる銅や銀では純度の高い銅や銀が用いられている。例えば銅では無酸素銅 (OFC)や高純度無酸素銅 (OCC; 加熱鋳型式連続鋳造法による) が存在する。純度の単位はNで表され、4Nは純度99.99%、5Nは純度99.999%を意味し、銅では6N・7N・8N相当のものまで存在する。しかしながら純度の高い銅よりも銀メッキ銅や純銀を導体としたケーブルの方が導電性は上とされる。なお銀でも純度の高いものが存在する。
また銅では線形結晶のもの（LC-OFC）や単結晶のもの（PC-OCC）、特殊な加工を施したPC-Triple Cなども存在する。また導体がクライオ処理（超低温処理）されていることを謳うケーブルも存在する。

#### 絶縁体
| 絶縁素材                          | 比誘電率 |
| --------------------------------- | -------- |
| シルク（絹）                      | 1.3−2.0  |
| ポリテトラフルオロエチレン (PTFE) | 2.1      |
| ポリエチレン                      | 2.2−2.4  |
| ポリ塩化ビニル (PVC)              | −8.0     |

アナログケーブルにおける絶縁体は導体同士の短絡を防ぐために使われているが、導体が絶縁体に挟まれることによってケーブルは静電容量を持つようになり、コンデンサとなって信号を濁らせてしまうとされる。この静電容量の問題は特に多数の導体をそれぞれ絶縁しているケーブルにおいて影響が大きいとされる。
ケーブルの形状では一般的にインダクタンスを減らすために絶縁体を薄くして導体同士の間隔を狭めると電界強度が高まり絶縁体の静電容量が増加するとされる。
ケーブルの静電容量は絶縁体の誘電率と正の相関にある。誘電率の低い素材にはポリテトラフルオロエチレン（PTFE、テフロンとして知られる）や低密度ポリエチレン (LDPE) が存在する。また絶縁体に誘電率の低いシルク（絹）を使ったケーブルも登場している。しかしながらオーディオメーカーのQEDによれば2019年時点のオーディオケーブルではまだ絶縁体に誘電率の高いポリ塩化ビニル (PVC) を使ったものが一般的になっているとされる。
QEDによればこのオーディオケーブルの絶縁体の素材や形状は導体の素材よりも重要だとされる。

#### はんだ
アナログケーブルにおけるはんだはプラグと導体のろう接（はんだ付け）に使われている。そのため音響用（オーディオグレード）のハンダも存在する。一般的にハンダは錫が中心となっているが、音響用ハンダでは高い純度の錫を使ったり、銀や銅を多く配合して導電性を高めているものがある。